# Giải Điện ảnh và Truyền hình của MTV
Giải Điện ảnh của MTV (tiếng Anh: MTV Movie Awards) là một lễ trao giải hằng năm của MTV, nhằm trao cho những bộ phim điện ảnh phổ biến trong giới trẻ, trên màn ảnh MTV. Người thắng giải thường rất thành công trên mặt thị trường và có diễn xuất xuất sắc. Các đề cử được quyết định bởi các nhà chuyên trách tại MTV, còn khán giả sẽ là người quyết định người đoạt giải thông qua việc bầu chọn tại trang web của MTV.

## Danh sách cụ thể qua từng năm
| Năm  | Chủ trì                               | Phim hay nhất                                     | Diễn xuất xuất sắc nhất                      | Diễn xuất xuất sắc nhất                                             |
| Năm  | Chủ trì                               | Phim hay nhất                                     | Nữ                                           | Nam                                                                 |
| ---- | ------------------------------------- | ------------------------------------------------- | -------------------------------------------- | ------------------------------------------------------------------- |
| 1992 | Dennis Miller                         | Kẻ hủy diệt 2: Ngày phán xét                      | Linda Hamilton, Kẻ hủy diệt 2: Ngày phán xét | Arnold Schwarzenegger, Kẻ hủy diệt 2: Ngày phán xét                 |
| 1993 | Eddie Murphy                          | A Few Good Men                                    | Sharon Stone, Bản năng gốc                   | Denzel Washington, Malcolm X                                        |
| 1994 | Will Smith                            | Menace II Society                                 | Janet Jackson, Poetic Justice                | Tom Hanks, Philadelphia                                             |
| 1995 | Jon Lovitz Courteney Cox              | Pulp Fiction                                      | Sandra Bullock, Speed                        | Brad Pitt, Interview with the Vampire                               |
| 1996 | Ben Stiller Janeane Garofalo          | Se7en                                             | Alicia Silverstone, Clueless                 | Jim Carrey, Ace Ventura: When Nature Calls                          |
| 1997 | Mike Myers                            | Scream                                            | Claire Danes, Romeo + Juliet                 | Tom Cruise, Jerry Maguire                                           |
| 1998 | Samuel L. Jackson                     | Titanic                                           | Neve Campbell, Scream 2                      | Leo DiCaprio, Titanic                                               |
| 1999 | Lisa Kudrow                           | There's Something About Mary                      | Cameron Diaz, There's Something About Mary   | Jim Carrey, The Truman Show                                         |
| 2000 | Sarah Jessica Parker                  | The Matrix                                        | Sarah Michelle Gellar, Cruel Intentions      | Keanu Reeves, The Matrix                                            |
| 2001 | Jimmy Fallon Kirsten Dunst            | Gladiator                                         | Julia Roberts, Erin Brockovich               | Tom Cruise, Mission: Impossible 2                                   |
| 2002 | Sarah Michelle Gellar Jack Black      | The Lord of the Rings: The Fellowship of the Ring | Nicole Kidman, Moulin Rouge!                 | Will Smith, Ali                                                     |
| 2003 | Seann William Scott Justin Timberlake | The Lord of the Rings: The Two Towers             | Kirsten Dunst, Spider-Man                    | Eminem, 8 Mile                                                      |
| 2004 | Lindsay Lohan                         | The Lord of the Rings: The Return of the King     | Uma Thurman, Kill Bill, Vol. 1               | Johnny Depp, Pirates of the Caribbean: The Curse of the Black Pearl |
| 2005 | Jimmy Fallon                          | Napoleon Dynamite                                 | Lindsay Lohan, Mean Girls                    | Leonardo DiCaprio, The Aviator                                      |
| 2006 | Jessica Alba                          | Wedding Crashers                                  | [Không có giải]                              | Jake Gyllenhaal, Brokeback Mountain                                 |
| 2007 | Sarah Silverman                       | Cướp biển vùng Caribe: Chiếc rương tử thần        | [Không có giải]                              | Johnny Depp, Cướp biển vùng Caribe: Chiếc rương tử thần             |
| 2008 | Mike Myers                            | Transformers                                      | Ellen Page, Juno                             | Will Smith, I Am Legend                                             |
| 2009 | Andy Samberg                          | Twilight                                          | Kristen Stewart, Chạng vạng                  | Zac Efron, High School Musical 3: Lễ tốt nghiệp                     |
| 2010 | Aziz Ansari                           | Chạng vạng                                        | Kristen Stewart, Chạng vạng                  | Robert Pattinson, Chạng vạng                                        |

## Phim parody
| Năm  | Phim | Diễn viên | Xem tại                                                                 |
| ---- | --- | --- | ----------------------------------------------------------------------- |
| 1995 | Pulp Fiction | Lawrence Hilton-Jacobs Robert Hegyes Ron Palillo |                                                                         |
| 1996 | Twister | Ben Stiller Janeane Garofalo Jay Leno |                                                                         |
| 1996 | Braveheart | Bob Newhart |                                                                         |
| 1996 | Clueless | The Golden Girls |                                                                         |
| 1996 | Se7en | William Shatner (in all three key roles) |                                                                         |
| 1996 | Interview with the Vampire | Adam West Frank Gorshin |                                                                         |
| 1997 | The Lost World: Jurassic Park | |                                                                         |
| 1997 | Romeo and Juliet | Mike Myers Jenny McCarthy |                                                                         |
| 1997 | Scream | |                                                                         |
| 1998 | Godzilla, Taxi (combined in one video) | Christopher Lloyd (vai Jim Ignatowski) |                                                                         |
| 1998 | Dawson's Creek | |                                                                         |
| 1998 | Armagedd'NSync (Armageddon) | 'N Sync Lisa Kudrow Clint Howard | Creator's web-site                                                      |
| 1999 | Star Wars Episode I: The Phantom Menace | Lisa Kudrow (as herself) Andy Dick |                                                                         |
| 1999 | Amalgam of Risky Business, Ferris Bueller's Day Off, She's All That, I Know What You Did Last Summer, Sixteen Candles, Varsity Blues, The Breakfast Club, and Cruel Intentions | Alyson Hannigan Jaime Pressly Chris Owen Charlie O'Connell |                                                                         |
| 2000 | Sex and the Matrix (Sex and the City, The Matrix, combined) | Sarah Jessica Parker (as Carrie Bradshaw) Jimmy Fallon (Neo) Vince Vaughn ("White Rabbit") |                                                                         |
| 2000 | Mission: Impossible II | Ben Stiller (as Tom Crooze, Tom Cruise's stunt double) | Creator's web-site Lưu trữ ngày 18 tháng 5 năm 2007 tại Wayback Machine |
| 2001 | Cast Away | Andy Dick | Creator's web-site                                                      |
| 2001 | The Mummy Returns | Jimmy Fallon Snoop Dogg Kirsten Dunst Rob Schneider Oded Fehr |                                                                         |
| 2001 | Adam Sandler Skit | Adam Sandler Jimmy Fallon Britney Spears Kirsten Dunst |                                                                         |
| 2002 | Lord of the Piercing (Lord of the Rings: The Fellowship of the Ring) | Jack Black (as Jack the Elf - Ring-bearer) Sarah Michelle Gellar (Arwen) | Creator's web-site Lưu trữ ngày 18 tháng 5 năm 2007 tại Wayback Machine |
| 2002 | Jack Black: Spider-Man (Spider-Man) | Jack Black (vai Người nhện) Sarah Michelle Gellar(Mary Jane Watson / Wonder Woman) | Creator's web-site Lưu trữ ngày 18 tháng 5 năm 2007 tại Wayback Machine |
| 2002 | Panic Room | Jack Black Will Ferrell | Creator's web-site Lưu trữ ngày 18 tháng 5 năm 2007 tại Wayback Machine |
| 2003 | MTV: Reloaded (The Matrix Reloaded) | Justin Timberlake (as "a One") Seann William Scott ("a One", Agent Scott) Will Ferrell (Larry the Architect) Randall Duk Kim (Keymaker) Wanda Sykes (Oracle)                                                                | Creator's web-site Lưu trữ ngày 18 tháng 5 năm 2007 tại Wayback Machine |
| 2004 | Kill Bill Vol. II | Lindsay Lohan Andy Dick |                                                                         |
| 2005 | Star Wars Episode III: Revenge of the Sith | Jimmy Fallon (as Anakin Skywalker) | Creator's web-site Lưu trữ ngày 18 tháng 5 năm 2007 tại Wayback Machine |
| 2005 | Batman Begins | Jimmy Fallon Jon Heder (as Napoleon Dynamite) Andy Dick | Creator's web-site Lưu trữ ngày 18 tháng 5 năm 2007 tại Wayback Machine |
| 2006 | Mission: Impossible III | Jessica Alba Topher Grace Flavor Flav | Creator's web-site Lưu trữ ngày 18 tháng 5 năm 2007 tại Wayback Machine |
| 2006 | King Kong | Jessica Alba | Creator's web-site Lưu trữ ngày 18 tháng 5 năm 2007 tại Wayback Machine |
| 2006 | Mật mã Da Vinci | Jessica Alba (as herself, based on Sophie Neveu) Jimmy Fallon (himself, based on Jacques Saunière và Robert Langdon) Andy Dick (himself, based on Silas) Ron Perlman (himself) Gary Cole (himself) Chris Daughtry (himself) | Creator's web-site Lưu trữ ngày 18 tháng 5 năm 2007 tại Wayback Machine |
| 2007 | Transformers, The Devil Wears Prada, Dreamgirls, Babel, The Pursuit of Happyness, The Departed and 300                                                                         | Optimus Prime Sarah Silverman Shia LaBeouf Jennifer Hudson Meryl Streep Brad Pitt Will Smith Leonardo DiCaprio Jack Nicholson Matt Damon Gerard Butler                                                                      |                                                                         |
| 2008 | Iron Man, Kung Fu Panda and Tropic Thunder | Robert Downey Jr. Jack Black Ben Stiller |                                                                         |
| 2009 | Twilight, Star Trek, Slumdog Millionaire và The Reader | Andy Samberg Aziz Ansari Taylor Swift Justin Timberlake |                                                                         |